# Sankt Petersburg North Legion 2019
Questa voce raccoglie le informazioni riguardanti i Sankt Petersburg North Legion nelle competizioni ufficiali della stagione 2019.

## Eastern European Superleague 2019

### Stagione regolare
| Minsk 13 aprile 2019, ore 15:00 | Minsk Litwins | 21 – 27 (0-14 0-0 0-13 21-0) referto | Sankt Petersburg North Legion | Stadion SOK Olimpijskij |

| Mosca 4 maggio 2019, ore 16:00 | Moscow Spartans | 21 – 0 (14-0 0-0 0-0 7-0) referto | Sankt Petersburg North Legion | Spartak |

| San Pietroburgo 18 maggio 2019, ore 18:00 | Sankt Petersburg North Legion | 17 – 0 (7-0 7-0 0-0 3-0) referto | Sankt Petersburg Griffins |  |

| San Pietroburgo 1º giugno 2019, ore 12:30 | Sankt Petersburg Griffins | 7 – 10 (0-0 0-3 7-7 0-0) referto | Sankt Petersburg North Legion |  |

| San Pietroburgo 15 giugno 2019, ore 15:00 | Sankt Petersburg North Legion | 7 – 2 referto | Moscow Spartans | Stadio Dinamo |

| San Pietroburgo 29 giugno 2019, ore 19:00 | Sankt Petersburg North Legion | 33 – 14 | Minsk Litwins | Stadio Dinamo |

### Playoff
| Puškin 13 luglio 2019, ore 16:00 | Sankt Petersburg North Legion | 16 – 42 (7-16 2-10 0-6 7-10) referto | Moscow Spartans | Tsarskoe Selo Stadium |

## Statistiche di squadra
| Competizione      | %Vittorie | In casa | In casa | In casa | In casa | In casa | In casa | In trasferta | In trasferta | In trasferta | In trasferta | In trasferta | In trasferta | Totale | Totale | Totale | Totale | Totale | Totale |
| Competizione      | %Vittorie | G       | V       | N       | P       | Pf      | Ps      | G            | V            | N            | P            | Pf           | Ps           | G      | V      | N      | P      | Pf     | Ps     |
| ----------------- | --------- | ------- | ------- | ------- | ------- | ------- | ------- | ------------ | ------------ | ------------ | ------------ | ------------ | ------------ | ------ | ------ | ------ | ------ | ------ | ------ |
| Stagione regolare | .833      | 3       | 3       | 0       | 0       | 57      | 16      | 3            | 2            | 0            | 1            | 37           | 49           | 6      | 5      | 0      | 1      | 94     | 65     |
| Playoff           | .000      | 1       | 0       | 0       | 1       | 16      | 42      | 0            | 0            | 0            | 0            | 0            | 0            | 1      | 0      | 0      | 1      | 16     | 42     |
| Totale            | .714      | 4       | 3       | 0       | 1       | 73      | 58      | 3            | 2            | 0            | 1            | 37           | 49           | 7      | 5      | 0      | 2      | 110    | 107    |